# Polske stammer
"Polske stammer" er et udtryk, der nogle gange bruges til at beskrive stammer bestående af vestslaviske lechitter, der levede fra omkring midten af det 6. århundrede i de områder, der blev polske med oprettelsen af den polske stat af Piast-dynastiet. Deres territorium blev en del af den ældste polske stat, skabt af hertug Mieszko 1.  udvidet i slutningen af det 10. århundrede og yderligere udvidet  ved erobringer af kong Bolesław 1. i begyndelsen af det 11. århundrede.
Omkring 850 e.Kr. blev en liste over folkeslag nedskrevet af den Bayerske geograf (en). Manglende på listen er Lekhitisk-talende polanere, pomeranere og masovianere, som blev kendt senere og blev beskrevet af Krønikeskriveren Nestor i hans Primary Chronicle (11./12. århundrede).
De vigtigste stammer, der blev overvundet af polanere, var masoverne, vistulanerne, schleserne og pommernerne. Disse fem stammer "delte grundlæggende fælles kultur og sprog og var betydeligt tættere beslægtede med hinanden end de germanske stammer."

## Navnet
Navnet "Polen" er afledt af den mest magtfulde af stammerne - polanerne. Deres navn kommer til gengæld fra ordet pole - mark, og oversættes som "Mænd af markerne". Den blev også brugt om de østlige polanere, en måske ubeslægtet østslavisk stamme, der levede i området ved Dnepr-floden i Østeuropa.

## Religion
De polske stammer var polyteistiske hedninger og tilbad et pantheon af talrige guddomme  såsom Perun, lynets gud. Det er begrænset  hvordan deres religion virkelig var, men de få arkæologiske beviser såvel som rester af hedensk tro, der har overlevet i folkloren i slaviske lande, viser mange ligheder mellem troen hos polske stammer og troen hos andre tidlige middelalderslaviske samfund, der førte historikere til at tro, at der eksisterer en fælles slavisk mytologi mellem alle slaviske stammer.

## Organisation
Stammerne var organiseret på basis af slægtskabsgrupper. En stammes territorium var opdelt i opoler, som udgjorde en gruppe af nabobosættelser.
De fleste medlemmer af en bestemt stamme var selvejerbønder, selvom en lille gruppe aristokrater (adel eller potentiore) normalt var til stede.

## Stammer
Nedenstående er en liste over polske stammer, der beboede Polens lande i den tidlige middelalder, ved begyndelsen af den polske stat. De delte grundlæggende fælles kultur og sprog, og sammen dannede de det, der nu er en polsk etnicitet og kultur. Denne proces kaldes etnisk konsolidering, hvor flere etniske samfund af beslægtet oprindelse og beslægtede sprog smelter sammen til et enkelt.
Følgende slaviske stammer betragtes som polske:
- Polanere
- Pomeranere
  - Pyrzyczanere
  - Wolinianere
- Goplanere
- Lendianere
- Masovianere
- Vistulanere
- Slensanere
  - Bieżuńczaner
  - Bobrzanier
  - Dziadoszanier
  - Golęszycer
  - Lubuszanier
  - Opolanere
  - Ślężanie
  - Trzebowianer